# Adda
Adda je reka v severnoitalijanski deželi Lombardiji in levi pritok Pada. Izvira v Retijskih Alpah blizu meje s Švico, teče skozi Comsko jezero in se pri Cremoni po 313 km izteče v reko Pad.
Njen glavni izvir se nahaja v manjših gorskih jezerih v zgornjem delu doline Valtellina. V bližini Bormia se združi z več manjšimi potoki, kjer se njen pretok poveča. Sprva teče v smeri jugozahoda, po prehodu v spodnji del doline se usmeri na zahod, na koncu doline pa se izliva v Comsko jezero. Svojo pot nadaljuje v smeri juga na skrajnem jugovzhodnem kraku jezera pri mestu Lecco, kjer preide v ravninski del Padske nižine. Tam se vanjo izlivata dva večja leva pritoka, Brembo in Serio. Na koncu svoje poti se nekaj kilometrov pred Cremono združi s Padom.
Na svoji poti od izvira do izliva teče skozi mesta Bormio, Sondrio, Lecco in Lodi. Na reki se nahajata dve hidroelektrarni. Prva je v njenem zgornjem toku v kraju Grosio, druga pa v spodnjem toku, v kraju Trezzo sull'Adda. Malo naprej od tega kraja je z umetnim kanalom mimo Milana povezana z reko Ticino.
Ob njenem spodnjem toku sta bila 16. septembra 1983 ustanovljena dva naravna parka; Park Adda sever, ki se razprostira v dolžini 54 km, od Lecca (konec Comskega jezera) do Truccazzana in Park Adda jug, ki se razprostira v dolžini 60 km od kraja Rivolta d’Adda vse do izliva v Pad.
Spodnji tok reke je nekdaj označeval mejo med Beneško republiko in Milanskim vojvodstvom; na njenih bregovih se je odvijalo nekaj pomembnih bitk, zlasti pri Lodiju, kjer je leta 1796 Napoleon Bonaparte v italijanski kampanji porazil avstrijsko vojsko.